# Billie Moore
Billie Jean Moore (Humansville, Misuri, 5 de mayo de 1943-Fullerton, California, 14 de diciembre de 2022) fue una entrenadora de baloncesto estadounidense.

## Carrera internacional
Fue  medalla de plata como seleccionadora de Estados Unidos en los Juegos Olímpicos de Montreal 1976.

## NCAA
Fue entrenadora durante 24 años en la NCAA (Fullerton Titans (1969-1977), UCLA Bruins (1977-1993)).

## Hall of Fame
Es miembro del Basketball Hall of Fame desde el año 1999.